# Van Hool Fiat 682
Le Van Hool-Fiat 682 est un autobus produit par le tout nouveau constructeur belge Van Hool-Fiat à partir de 1956. Il utilise le châssis e son homologue italien Fiat 682 RN et le moteur Fiat 203/63, 6 cylindres à plat. 

## Histoire
Bernard Van Hool qui avait créé en 1947 son propre atelier de carrosserie industrielle, s'était très rapidement rendu compte que l'avenir de la construction d'autocars et autobus passerait par les structures autoporteuses avec la disparition des anciens châssis, souvent dérivés des camions.
Dès 1954, il se met à la recherche d'un partenaire suffisamment avancé technologiquement et qui puisse lui fournir la base mécanique complète sur laquelle il créerait des carrosseries spécifiques.
En 1956, il visite les usines Fiat à Turin et notamment l'usine de Stura où sont fabriqués les autocars et autobus du géant italien. Bien informé des critiques élogieuses qui étaient faites du moteur Fiat qui équipait les camions et autobus de la gamme Fiat 682, il arrive à convaincre la direction turinoise de lui vendre 50 exemplaires de ce moteur pour l'utiliser dans un nouveau modèle d'autobus.
Le choix de Bernard Van Hool se révéla être excellent au point de devoir renouveler sa commande avant de conclure, le 15 février 1957, un accord de coopération global avec Fiat V.I. pour la fourniture, sans limite, des bases mécaniques pour toute sa production d'autocars et autobus. En à peine une année, 100 véhicules avec une base mécanique Fiat furent vendus.
Depuis lors, tous les modèles Van Hool utilisèrent des bases Fiat et la marque se transforma en Van Hool-Fiat. Cette coopération perdura jusqu'en 1981 et 10.000 autocars et autobus Van Hool-Fiat ont été construits.

## Production
Les châssis motorisés du Fiat 682 RN étaient importés d'Italie et recevaient une carrosserie et leur aménagement intérieur chez Van Hool, en Belgique. Les archives sont peu nombreuses sur ce modèle.
| Illustration | Réseau - Compagnie | Carrosserie        | Nombre | Numéros | Livraison |
| ------------ | ------------------ | ------------------ | ------ | ------- | --------- |
|              | Pullman Bus        | Van Hool Cityliner | 2      |         |           |